# کار این زن
«کار این زن» (به انگلیسی: This Woman's Work) تک‌آهنگی از کیت بوش خواننده/ترانه‌سرای اهل بریتانیا است که در ۲۰ نوامبر ۱۹۸۹ منتشر شد. این تک‌آهنگ در آلبوم جهان نفسانی قرار داشت.